# Resolució 1268 del Consell de Seguretat de les Nacions Unides
La Resolució 1268 del Consell de Seguretat de les Nacions Unides, adoptada per unanimitat el 15 d'octubre de 1999 després de reafirmar la resolució 696 (1991) i totes les resolucions posteriors sobre Angola, en especial la 1229 (1999) i la 1237 (1999) el Consell va establir l'Oficina de les Nacions Unides a Angola (UNOA) per establir contacte amb autoritats polítiques, militars, policials i altres civils.
El Consell de Seguretat va reafirmar que la situació actual a Angola va ser causada pel fracàs d'UNITA sota el lideratge de Jonas Savimbi de complir amb les obligacions que li incumbeixen pels acords de pau i el Protocol de Lusaka, així com les pertinents Resolucions del Consell de Seguretat. La conciliació nacional i la pau duradora només es podien assolir mitjançant la implementació dels acords esmentats i era necessària la presència contínua de les Nacions Unides a Angola.
L'UNOA es va establir per un període inicial de sis mesos fins al 15 d'abril de 2000 amb 30 empleats i personal de suport necessaris per establir relacions amb les autoritats polítiques, militars, policials i civils d'Angola per tal d'explorar mesures per restablir la pau, promoure els drets humans i proporcionar ajuda humanitària. El govern d'Angola i el secretari general Kofi Annan foren convocats per concloure un Status of Forces Agreement i a aquest últim se li ha sol·licitat informar cada tres mesos amb recomanacions sobre el procés de pau i altres desenvolupaments.